# Оскар Тартаља
Оскар Тартаља (Сплит, 3. август 1887. – Сплит, 13. март 1950.) био је југословенски револуционар, новинар и адвокат из сплитске племићке породице Тартаља.

## У Аустроугарској
Био је четврти син Миховила и Марије (рођене Ванмилер) од њихово десетеро дјеце. Већ у средњој школи постаје дио „напредне омладине”, антиклерикалне и демократске, гњевне због вазалног положаја Хрватске унутар Аустроугарске и опортунизма хрватских политичара. Залажу се за хрватско-српску слогу, независност од Аустроугарске и уједињење свих јужнословенских народа, које сматрају тек племенима истог народа. Били су инспирисани Петром Кропоткином, чији је памфлет Омладини (1880) Тартаља превео и објавио у сплитском социјалдемократском листу „Глас малог пука”, Руском револуцијом и Франом Супилом, а завидјели су Србима као тада једином јужнословенском народу који је обновио своју државност. Сам Тартаља ће у књизи „Велеиздајник” написати:
Од кад сам почео да политички мислим био сам увијек антиклерикалан и србофил – још више Србин, јер никада нисам правио разлике између Србина и Хрвата.— Оскар Тартаља
Године 1908. Тартаља уписује право на Универзитету у Грацу, а већ у другом семестру пребацује се на Универзитет у Загребу, чије дипломе су се од 1904. године признавале и у аустријским покрајинама па је на истом студирало све више аустроугарских Словена. Са саборцима 1911. године оснива лист „Вал”, због ког бивају прозвани валашима, а чији већ други број полиција плијени, а већ након четвртог броја лист бива забрањен.
Године 1912. учествује у „Ђачком штрајку” омладине против Славка Цуваја, који је седам дана након што је ступио на дужност бана Хрватске и Славоније распустио Сабор; у фебруару протестује у Сарајеву, а у марту у Загребу. У главном граду Хрватске тамошњи студенти организовали су протест пред зградом универзитета, иако је полиција протест забранила. На ријечи првога говорника жандари су с исуканим сабљама провалили у универзитетско двориште, рањено је 15 студената, а раштркана омладина цијеле вечери је протестовала по граду. Окршаји су трајали цијелу ноћ, а сутрадан је избио штрајк. Студенти су провалили у зграду универзитета, забарикадирали се и окачили црну заставу поручивши да ће на силу узвратити силом. У згради се затекло више од триста студената, а опсада је трајала 36 сати. Ситуација је разријешена тако што су професори замољени да посредују код студената. Студентима је допуштено јавно говорити, а полиција се повукла с територије универзитета. Тартаља је за 36 сати говорио осамнаест пута. Студенти су се разишли и није било конкретних посљедица, иако су се демонстрације против Цувајевог система понављале готово сваке вечери.
Организује излет 156 загребачких студената у Србију 18. априла, као манифестацију хрватско-српског јединства. Дана 27. мјесеца априла, постаје и први католик члан Црне руке, па преко њега бива набављено оружје за атентат Луке Јукића на Цуваја. По повратку с излета, бива му забрањен боравак у банској Хрватској на двије године, након чега студирање наставља у Лавову, гдје је већ студирао његов пријатељ Круно Коломбатовић. У мају у ријечком „Новом листу” о излету објављује серију чланака под називом Југославенски дани.
Године 1914. почиње издавати властите новине и неспутано их уређивати по личном увјерењу. „Заставу” је покренуо 2. марта са свега неколико стотина круна, које му је позајмио, заправо дао, Милан Марјановић. Тартаља је био власник новина, њихов издавач и главни и одговорни уредник. Новине су требале да буду независно и слободоумно гласило, како је писало у поднаслову, које ће изражавати јавно мњење. У првом броју је објашњен њихов назив: „Застава, народна наша застава, која није само знак, него завјет, неокаљана застава вјерности народа и вјере у народ, борбена застава и знак да смо још ту и да желимо и хоћемо остати – нека залепрша и пркоси вјетровима и насртајима. То је застава хрватства, али потпуно хрватска, ненатруњено и непомућено хрватска, слободно хрватска и широко хрватска, а то за нас значи у исти мах и српска и словеначка: југословенска.“. Лист је изражавао непријатељство према Аустроугарској, Њемачкој и Италији, а ширио идеју државног и народног јединства, тј. југословенства. Успјех је био неочекиван. Сваки број је био разграбљен. Лист је излазио два, послије три пута недјељно, на четири странице великог формата. Његов утицај на грађане Сплита био је очит: двојезичних натписа на продавницама било је мање, а родитељи су исписивали своју децу из талијанских школа. Лист је изражавао и противљење употреби талијанског језика у свакодневној комуникацији науштрб хрватског народног језика. Доносио је новости из Србије, Црне Горе, Босне и Херцеговине. Понеки мањи чланак био је писан ћирилицом. Многи чланци су били цензурисани. Дописници су били: Нико Бартуловић. Иван Ф. Лупис Вукић, Силвије Алтиревић, Милостислав Бартулица, Будислав Грга Анђелиновић и други.

## Први свјетски рат и тамновање
Дана 21. јула 1914. године, Тартаљин стан бива претресен, 24. јула „Застава” забрањена, а 26. јула Тартаља ухапшен. Потом је мјесец дана био као талац прикључен војном транспорту њемачких војника од Ријеке до Зеленике, па је дневно пјешачио и до 80 километара. Потом тамнује у Шибенику, Задру, Ријеци и Марибору. Након судске истраге од десет мјесеци и осмодневне расправе, 4. октобра 1915. године у Грацу бива осуђен на пет година робије. Осуђен је као велеиздајник, који је дјеловао на рушењу Аустроугарске, позивао на непослушност и бунт, те вршио пропаганду у корист Краљевине Србије. У пресуди су као доказ његове издаје према држави истицани неки чланци из „Заставе”. У самици затвора у Грацу проводи шеснаест мјесеци. Свака два мјесеца могао је написати и примити једно писмо. Понуђену храну није могао гутати. Властита мајка га приликом посјете није препознала; од стражара је тражила да јој доведу сина умјесто „незнанца”. По његовом гласу се увјерила да је то ипак њен син. Тек у мају 1917. године бива наређено да се са затвореницима боље поступа, након чега више њих бива смјештено у заједничку собу. Почетком јула, већина бива помилована, па је Тартаља након 35 мјесеци и 9 дана тамновања опет на слободи, нарушеног здравља и желучаних тегоба које ће му остати до краја живота. У Загребу га дочекују брат и вјереница. Био је тако слаб да је у једном дану 10-15 пута падао у несвијест. Опоравак је услиједио у болници Сестара милосрдница, гдје га задржавају три мјесеца. У болници затиче своје другове, бивше затворенике, а међу њима и Иву Андрића. У Загребу се задржава до фебруара 1919. године.

## У Краљевини СХС и првој Југославији
По повратку у Сплит, 1. маја 1919. Тартаља покреће „Заставу” као наставак првих истоимених новина. Власти је засметало што се у листу изражавала осуда на намјере Талијана да завладају дијелом источног приобаља Јадрана и исказивало незадовољство због тобоже попустљивог вођења преговора с југословенске стране. Већ након мјесец дана котарско поглаварство доноси забрану излажења листа на мјесец дана. Већ 22. августа бива штампан посљедњи број листа.
Током кампање за изборе за Народну скупштину 1920. године, отворено напада радикале пишући: „Они хоће само велику Србију! Они хоће да се угуши и хрватство и словенство, а поготово југославенство”. По њему су главни кривци за постојеће стање: Никола Пашић, Стојан Протић и Љуба Јовановић, које оптужује и за иницирање Солунског процеса, којим су Драгутин Димитријевић Апис и српски официри жртвовани из личних политичких побуда. Од одговорних тражи да се с окривљеника спере љага и врати им част. Тиме је на се навукао негодовање радикала и краља Александра, те му нису додијелили предложено одликовање за проживљене патње.
Године 1921. жени се Валеријом Михалић из Загреба, учитељицом, ћерком аустроугарског државног службеника. Године 1922. рађа им се кћи Расена, њихова јединица. Наредне године биле су релативно мирне.
Године 1927. на наговор брата Иве сели се у Загреб да би наставио да студира право, које исте године завршава. С породицом живи на Свачићевом тргу и води један одјел Пензијског осигурања у Михановићевој улици.
Почетком 1928. године, у Загребу о властитом трошку штампа своју једину књигу, под називом „Велеиздајник: моје успомене из борбе против црно-жутог орла”. Књига има аутобиографски карактер. У њој описује рад напредне националистичке омладине, своје тамновање за вријеме Првог свјетског рата, доноси Програм организације „Уједињење или смрт” и околности које су довеле до стварања заједничке државе. Књигу завршава изражавајући дубоко разочарање, али ипак и даље гаји наду у бољу сутрашњицу:
Југославија није данас оно и онакова, како смо хтјели, како смо ју замишљали и за какву смо се борили!.. Кад нестане тих трговаца и фаризеја, који су раздијелили хаљине њезине, кад омладина југославенска узме корбач у руке и растјера те трговце и фаризеје, онда ће Југославија бити оно и онакова какву смо ми замишљали: чиста, јака и моћна.— Оскар Тартаља
Постаје још разочаранији након што бива уведена диктатура (1929), јер „све се више оштри неслога и неспоразуми између једнокрвне браће Срба и Хрвата”. О краљу Александру касније ће написати да „није имао ништа од Карађорђевића, сем тврдоглавости и није ништа научио од свог оца Петра I, краља либералног духа и слободњака”. Отворено ће напасти Александра што је: отео пријесто брату, макао с пријестола свога оца, отјерао са црногорског пријестола стрица Николу, потврдио смртну пресуду Апису и осудио на вишегодишњу робију и пензионисао цвијет српске војске, 1929. године укинуо устав и увео крути апсолутизам ослањајући се на старе политичаре и странке, а на крају закључује: „Његова владавина била (је) крвава владавина силе и терора, пендрека и кундака, тамнице и главњаче, против народа, а за и у корист радикалне странке и Беле руке, тих петоколонаша другог свјетског рата!”. Умјесто народне створена је полицијска држава, „а у тој и таквој држави сву су власт имали Србијанци и српске странке”. Тартаља ће напоменути да у четрдесетпет краљевских влада никад Хрват није добио мандат за састав владе, те није био предсједник владе, осим Ивана Шубашића, који је 1944. године постао предсједник владе и то у Лондону „далеко од земље и народа, дапаче без земље и без народа”.
Због климе, која није одговарала ни њему ни ћеркици, 1930. године враћа се у Сплит. Дана 1. јануара исте године, поново покреће „Заставу”, али бива приморан опет да је угаси већ 4. априла. Ради као адвокатски приправник у адвокатској канцеларији Шимунић-Љубић, а након положеног адвокатског испита у фебруару 1934. године, отвара 13. децембра 1935. године властиту адвокатску канцеларију на Прокуративама. Године 1937. одлучује да се пресели у Нови Сад, огорчен на своје суграђане који су на варварски начин једне ноћи девастирали његову адвокатску канцеларију, а списе и поразбијани намјештај побацали су на Мармонтову улицу. Био је то доказ да хрватски Сплит не трпи оне који подржавају југословенство. У Новом Саду отвара адвокатску канцеларију, али без успјеха, тако да већ 29. фебруара 1938. престаје водити адвокатску канцеларију, исписује се из књиге адвоката, и враћа се у Сплит. Убрзо одлази у пензију.
Што се тиче мишљења о Југославији, не допада му се ни спољна политика Милана Стојадиновића, а Влатку Мачеку замјера што је стварањем Бановине Хрватске ослабио јединство Југославије. Разочаран стањем у држави, пише:
Југославија постоји али је у стадију стварања. Она није југославенска Југославија! Она је сјена оне Југославије за коју се борило, патило, страдало и умирало. Она није ни оно, ни онаква какову су је замишљали њени творци и идеолози. Имамо Југославију, али само по имену и уставу, јер ако не већина народа, а оно свакако велики дио народа, није југославенски опредјељен, не осјећа Југославију, није Југославен.— Оскар Тартаља

## Други свјетски рат и посљедње године
Након што је 1941. године Далмацију окупирала Италија, Тартаља због свог противљења анексији Далмације од стране Италије двадесетак година раније, 11. новембра бива ухапшен. Иако врло слабог здравља, са сталним желучаним тегобама, боловима у ногама и осталим дијеловима тијела, са слабим видом тако да је ноћу готово био слијеп, бива упућен с осталих педесетак суграђана у логор на Липаре. Оскар је описао тегобе путовања:
Пролазе дани и ноћи, а ти увијек сједиш на истом мјесту. Не можеш ни да се испружиш, дигнеш, макнеш, окренеш, спаваш, опереш, очешљаш, растегнеш. Гладни смо и уморни, необријани, неопрани, неиспавани, отечених ногу и руку. Изгледали смо један другоме као сабласти и утваре. (...) Сваки даљњи дан и свака ноћ тешко су повећавале наше муке и боли.— Оскар Тартаља
Дана 21. новембра исцрпљени стижу на Липаре. Услови у логору били су очајни, нечовјечни, фашистички, присјећа се Тартаља. Управитељ логора се иживљавао над њима. Влажна клима погоршала је и онако лоше Оскарово здравствено стање те су болови били непрекидни.
Љети 1942. године, Тартаља бива пребачен у други логор, гдје се према логорашима поступало подношљивије. Када су га 26. децембра прогласили слободним, био је скрхан и сломљен, кичма му се сушила, и да би могао стајати и кретати се опасали су му стезник тежак три килограма.
Године 1946. постаје редовни дописник из Далмације у београдском листу „Република”, органу Југословенске републиканске демократске странке. У двадесетак чланака описао је саобраћајне проблеме Сплита, непосредне догађаје, умјетничка достигнућа, туристички потенцијал свог краја, а присјетио се и прошлости.
Године 1948. бива одведен у затвор старог суда, гдје проводи 21 дан те због лошег здравственог стања бива пребачен у болницу, гдје лежи још 48 дана. Разлог је био тај што је бранио матуранте који су ухапшени због тога што су уништили Титову слику. Без суђења бива пуштен на слободу, искључен из Народне фронте и пресељен из стана на Марјану у мањи, влажан и мрачан стан.
Године 1949. завршава рукопис „Уједињење или смрт”, у ком описује ратне догађаје. Осуђује четнике и усташе. О четницима пише: „Они (четници) су просто профанизирали и проституирали часно име старих четника-комита, тих другова слободе и јунаштва! Они су као и усташе највећа брука и срамота нашег народа, наше земље у овом другом свјетском рату. Они су џелати, крвници и кољачи својих отаца и дјеце, браће и сестара, синова и кћери”. О усташама пише: „То је синоним најодурнијег, најпокваренијег у нашем народу! То су убојице, друмски разбојници, крвници, џелати, бандити, пљачкаши, апаше, лопови, садисти – олош хрватског народа!”. Његова наклоност отишла је комунистима, јер је мислио да је најзад остварено братство и јединство народа Југославије. Са задовољством је примио вијест о стријељању Драже Михаиловића и његових сарадника, јер је тако: „Правди удовољено! Слуге окупатора и крвници свога народа платише својом главом своју издају и своје злочине начињене против народа.”. О себи пише:
Данас сам тек инвалид, хвала Аустро-Угарској монархији и Фрањи Јосипу I, Италији, Виторију Емануелу и Мусолинију. Али ипак сам сретан да сам доживио и дочекао њихов слом, па слом Хитлера и Павелића. Иако болестан, иако окован, сретан сам и задовољан у увјерењу да сам и ја за изградњу Титове Федеративне народне републике Југославије, положио један каменчић: своје здравље.— Оскар Тартаља
Главни уредник „Републике”, доносећи вијест о Тартаљиној смрти 13. марта 1950. године, о њему је написао: „Полетан слободар, бунтован родољуб, национални и за оно вријеме социјални револуционар”.